# 岚山区
岚山区是中国山东省日照市所辖的一个市辖区。地处鲁东南，东临黄海。总面积为759平方公里，區人民政府駐岚山路1号。

## 行政区划
岚山区下辖2个街道办事处、6个镇、1个乡：
前三岛乡、岚山头街道、安东卫街道、碑廓镇、虎山镇、巨峰镇、高兴镇、黄墩镇和中楼镇。
前三岛乡为边界未决地区，由江苏省连云港市连云区实际控制。

## 人口
2021年，岚山区户籍总人口43.62万人，户籍户数15.34万户。其中，城镇人口18.66万人。人口出生率8.48‰，人口死亡率5.19‰，人口自然增长率3.29‰。
根据第七次全国人口普查数据，截至2020年11月1日零时，岚山区常住人口为379308人。